# Stefan Mitrović
Stefan Mitrović (em sérvio:  Стефан Митровић; Belgrado, 29 de março de 1988) é um jogador de polo aquático sérvio, campeão olímpico.

## Carreira

### Jogos Olímpicos
Mitrović fez parte do elenco bronze olímpico de Londres 2012. Quatro anos depois integrou a equipe da Sérvia medalha de ouro nos Jogos do Rio de Janeiro.